# 丰特塞卡斯
丰特塞卡斯，是西班牙卡斯蒂利亚-莱昂萨莫拉省的一个市镇。 总面积15平方公里，总人口85人（2001年），人口密度6人/平方公里。根據2004年的人口普查，全市有86個居民。